# Кустова Дар'я Андріївна
Кустова Дар'я Андріївна (нар. 29 травня 1986) — колишня білоруська тенісистка.
Найвищу одиночну позицію світового рейтингу — 117 місце досягла 18 січня 2010, парну — 66 місце — 7 липня 2008 року.
Здобула 7 одиночних та 1 парний титул.
Найвищим досягненням на турнірах Великого шолома було 3 коло в парному розряді.
Завершила кар'єру 2013 року.

## Фінали турнірів WTA

### Парний розряд: 2 (1–1)
| Легенда before 2009           | Starting in 2009        |
| ----------------------------- | ----------------------- |
| Турніри Великого шолома (0–0) |                         |
| Tier I (0–0)                  | Premier Mandatory (0–0) |
| Tier II (0–0)                 | Premier 5 (0–0)         |
| Tier III (0–0)                | Premier (0–0)           |
| Tier IV & V (1–0)             | International (0–1)     |

| Результат | Дата     | Турнір                                                | Покриття | Партнерка       | Суперниці                                         | Рахунок  |
| --------- | -------- | ----------------------------------------------------- | -------- | --------------- | ------------------------------------------------- | -------- |
| Перемога  | Лип 2007 | Internazionali Femminili di Tennis di Palermo, Італія | Ґрунт    | Марія Коритцева | Аліче Канепа Карін Кнапп                          | 6–4, 6–1 |
| Поразка   | Лип 2009 | Femminili di Palermo, Італія                          | Ґрунт    | Марія Коритцева | Нурія Льягостера Вівес Марія Хосе Мартінес Санчес | 1–6, 2–6 |

## Фінали ITF

### Одиночний розряд: 8 (7–1)
| турніри $100,000 |
| турніри $75,000  |
| турніри $50,000  |
| турніри $25,000  |
| турніри $10,000  |

| Результат | Ранг | Дата     | Турнір                    | Покриття  | Суперниця         | Рахунок       |
| --------- | ---- | -------- | ------------------------- | --------- | ----------------- | ------------- |
| Перемога  | 1.   | Бер 2007 | ITF Рим, Італія           | Ґрунт     | Анне Шефер        | 6–1, 6–4      |
| Перемога  | 2.   | Кві 2007 | ITF Civitavecchia, Італія | Ґрунт     | Карін Кнапп       | 3–6, 6–4, 6–4 |
| Перемога  | 3.   | Кві 2007 | ITF Катанія, Італія       | Ґрунт     | Ралука Олару      | 6–3, 2–6, 6–3 |
| Перемога  | 4.   | Чер 2007 | ITF Градо, Італія         | Ґрунт     | Анжеліка Реш      | 6–2, 3–6, 6–2 |
| Перемога  | 5.   | Бер 2009 | ITF Мінськ, Білорусь      | Килим (i) | Кеті О'Браєн      | 6–7, 6–1, 6–4 |
| Перемога  | 6.   | Бер 2009 | ITF Рим, Італія           | Ґрунт     | Анна Коженяк      | 6–2, 6–2      |
| Перемога  | 7.   | Тра 2009 | ITF Флоренція, Італія     | Ґрунт     | Федеріка ді Сарра | 6–2, 6–1      |
| Поразка   | 1.   | Сер 2010 | ITF Москва, Росія         | Ґрунт     | Катерина Бичкова  | 2–6, 5–7      |

### Парний розряд: 56 (29–27)
| Результат | Ранг | Дата     | Турнір                            | Покриття   | Партнерка               | Суперниці                              | Рахунок             |
| --------- | ---- | -------- | --------------------------------- | ---------- | ----------------------- | -------------------------------------- | ------------------- |
| Поразка   | 1.   | Вер 2000 | ITF Москва, Росія                 | Килим (i)  | Олександра Зеркалова    | Галина Фокіна Раїса Гуревич            | 1–6, 0–6            |
| Поразка   | 2.   | Тра 2001 | ITF Щецин, Польща                 | Ґрунт      | Анастасія Бєлова        | Мартіна Бабакова Івета Бенешова        | 4–6, 6–7(4)         |
| Поразка   | 3.   | Лис 2001 | ITF Мінськ, Білорусь              | Килим (i)  | Тетяна Уварова          | Анна Бастрікова Віра Душевіна          | 5–7, 6–3, 0–6       |
| Поразка   | 4.   | Тра 2002 | ITF Київ, Україна                 | Ґрунт      | Маґдалена Маршалек      | Тетяна Ковальчук Ганна Запорожанова    | 2–6, 3–6            |
| Поразка   | 5.   | Лип 2002 | ITF Штутгарт-Файгінген, Німеччина | Ґрунт      | Петра Рампре            | Барбара Шварц Ясмін Вер                | 7–5, 4–6, 6–7(4)    |
| Поразка   | 6.   | Сер 2002 | ITF Гдиня, Польща                 | Ґрунт      | Олена Антипіна          | Ленка Тварошкова Зузана Земенова       | 3–6, 6–7(3)         |
| Поразка   | 7.   | Вер 2002 | ITF Фано, Італія                  | Ґрунт      | Гульнара Фаттахетдінова | Флавія Пеннетта Андрея Ехрітт-Ванк     | 5–7, 3–6            |
| Перемога  | 1.   | Бер 2003 | ITF Каунас, Литва                 | Тверде (i) | Олена Татаркова         | Аурелія Місевічуйте Ліна Станчюте      | 6–1, 7–6(6)         |
| Перемога  | 2.   | Вер 2003 | ITF Тбілісі, Грузія               | Ґрунт      | Олена Татаркова         | Надія Островська Галина Воскобоєва     | 2–6, 6–2, 7–6(5)    |
| Перемога  | 3.   | Вер 2003 | Батумі, Грузія                    | Тверде     | Олена Татаркова         | Гульнара Фаттахетдінова Галина Фокіна  | 1–6, 6–1, 6–2       |
| Поразка   | 8.   | Бер 2004 | ITF Санкт-Петербург, Росія        | Тверде (i) | Олена Татаркова         | Марія Головизніна Євгенія Куликовська  | 5–7, 1–6            |
| Перемога  | 4.   | Вер 2004 | ITF Тбілісі, Грузія               | Ґрунт      | Олена Весніна           | Марія Кондратьєва Катерина Кожокіна    | 6–2, 6–4            |
| Перемога  | 5.   | Жов 2004 | ITF Мінськ, Білорусь              | Килим (i)  | Анастасія Якімова       | Ірина Буликіна Катарина Кашликова      | 6–4, 6–0            |
| Поразка   | 9.   | Лют 2005 | ITF Редбрідж, Велика Британія     | Тверде (i) | Катерина Макарова       | Джулія Казоні Франческа Любіані        | 4–6, 3–6            |
| Поразка   | 10.  | Чер 2005 | ITF Градо, Італія                 | Ґрунт      | Даніелла Джефлі         | Марія Кондратьєва Тетяна Уварова       | 1–6, 6–3, 5–7       |
| Поразка   | 11.  | Сер 2005 | ITF Ріміні, Італія                | Ґрунт      | Катерина Макарова       | Джулія Казоні Марія Коритцева          | 2–6, 4–6            |
| Перемога  | 6.   | Сер 2005 | ITF Москва, Росія                 | Ґрунт      | Катерина Кожокіна       | Надія Островська Євгенія Савранська    | 6–2, 6–4            |
| Поразка   | 12.  | Жов 2005 | ITF Жуе-ле-Тур, Франція           | Тверде (i) | Жофія Губачі            | Єлена Костанич-Тошич Матея Межак       | 4–6, 4–6            |
| Перемога  | 7.   | Лис 2005 | ITF Мінськ, Білорусь              | Килим (i)  | Катерина Деголевич      | Агнешка Радванська Уршуля Радванська   | 6–3, 6–3            |
| Перемога  | 8.   | Лют 2006 | ITF Капріоло, Італія              | Килим (i)  | Катерина Макарова       | Маргаліта Чахнашвілі Катерина Лопес    | 6–2, 6–4            |
| Перемога  | 9.   | Бер 2006 | ITF Мінськ, Білорусь              | Килим (i)  | Іма Богуш               | Катерина Деголевич Тетяна Капшай       | 1–6, 6–3, 6–2       |
| Перемога  | 10.  | Тра 2006 | ITF Казале-Монферрато, Італія     | Ґрунт      | Джулія Гатто-Монтіконе  | Анастасія Павлюченкова Ірина Смірнова  | 6–2, 6–2            |
| Поразка   | 13.  | Лип 2006 | ITF Кунео, Італія                 | Тверде (i) | Джулія Гатто-Монтіконе  | Сара Еррані Карін Кнапп                | 3–6, 6–7(5)         |
| Перемога  | 11.  | Лис 2006 | ITF Мінськ, Білорусь              | Килим (i)  | Катерина Макарова       | Катерина Деголевич Євгенія Родіна      | 6–4, 6–4            |
| Поразка   | 14.  | Лис 2006 | ITF Пуатьє, Франція               | Тверде (i) | Тетяна Пучек            | Юлія Бейгельзимер Юліана Федак         | 5–7, 3–6            |
| Поразка   | 15.  | Січ 2007 | ITF Капріоло, Італія              | Килим (i)  | Марія Коритцева         | Сара Еррані Джулія Габба               | 4–6, 5–7            |
| Поразка   | 16.  | Лют 2007 | ITF Ортізеї, Італія               | Килим (i)  | Тетяна Пучек            | Ольга Виметалкова Марія Коритцева      | 3–6, 6–4, 3–6       |
| Перемога  | 12.  | Бер 2007 | ITF Мінськ, Білорусь              | Килим (i)  | Ірина Бремон            | Катерина Макарова Євгенія Родіна       | 4–6, 6–4, 6–4       |
| Перемога  | 13.  | Бер 2007 | ITF Рим, Італія                   | Ґрунт      | Джулія Гатто-Монтіконе  | Даніелле Гармсен Марлена Мецінґер      | 6–4, 6–1            |
| Перемога  | 14.  | Бер 2007 | ITF Рим, Італія                   | Ґрунт      | Джулія Гатто-Монтіконе  | Александра Дулгеру Воїслава Лукич      | 5–7, 6–1, 6–2       |
| Поразка   | 17.  | Кві 2007 | ITF Чивітавекк'я, Італія          | Ґрунт      | Катерина Макарова       | Катерина Деголевич Марія Коритцева     | 6–7(6), 7–5, 6–1    |
| Перемога  | 15.  | Тра 2007 | ITF Катанія, Італія               | Ґрунт      | Деббріх Фейс            | Ліенн Бейкер Ніколь Кріз               | 6–4, 6–4            |
| Перемога  | 16.  | Тра 2007 | ITF Сен-Годан, Франція            | Ґрунт      | Хорхеліна Краверо       | Акгуль Аманмурадова Ірина Бремон       | 6–1, 6–3            |
| Поразка   | 18.  | Чер 2007 | ITF Галатіна, Італія              | Ґрунт      | Стефанія К'єппа         | Ева Грдінова Марі-Ев Пеллетьє          | 1–6, 6–7(4)         |
| Перемога  | 17.  | Чер 2007 | ITF Градо, Італія                 | Ґрунт      | Стефанія К'єппа         | Ана Веселинович Крістіна Вілер         | 7–5, 6–3            |
| Перемога  | 18.  | Лип 2007 | ITF Кунео, Італія                 | Ґрунт      | Катерина Макарова       | Юлія Бейгельзимер Маргаліта Чахнашвілі | 6–2, 2–6, 6–2       |
| Поразка   | 19.  | Сер 2007 | ITF Бронкс, США                   | Тверде     | Марія Коритцева         | Луціє Градецька Уршуля Радванська      | 3–6, 6–1, 1–6       |
| Поразка   | 20.  | Вер 2007 | ITF Местре, Італія                | Ґрунт      | Мервана Югич-Салкич     | Аліса Клейбанова Маргіт Рюйтель        | 2–6, 5–7            |
| Перемога  | 19.  | Вер 2007 | ITF Харків, Україна               | Тверде     | Марія Коритцева         | Альона Бондаренко Катерина Бондаренко  | 7–6(10), 6–3        |
| Поразка   | 21.  | Кві 2008 | ITF Чивітавекк'я, Італія          | Ґрунт      | Стефанія К'єппа         | Хорхеліна Краверо Бетіна Хосамі        | 6–4, 3–6, [6–10]    |
| Поразка   | 22.  | Жов 2008 | ITF Подольськ, Росія              | Килим (i)  | Іма Богуш               | Анастасія Полторацька Леся Цуренко     | 7–6(7), 1–6, [3–10] |
| Перемога  | 20.  | Січ 2009 | ITF Бока-Ратон, США               | Ґрунт      | Аліна Жидкова           | Кімберлі Кутс Шерон Фічмен             | 6–4, 6–2            |
| Поразка   | 23.  | Лют 2009 | ITF Ранчо-Міраж, США              | Тверде     | Аліна Жидкова           | Наталі Грандін Кортні Негл             | 2–6, 6–7(6)         |
| Перемога  | 21.  | Бер 2009 | ITF Мінськ, Білорусь              | Килим (i)  | Іма Богуш               | Віталія Дяченко Євгенія Пашкова        | 6–1, 4–6, [10–8]    |
| Поразка   | 24.  | Кві 2009 | ITF Чивітавекк'я, Італія          | Ґрунт      | Тетяна Пучек            | Еріка Краут Орелі Веді                 | 1–6, 1–6            |
| Перемога  | 22.  | Лип 2009 | ITF Кунео, Італія                 | Ґрунт      | Акгуль Аманмурадова     | Петра Цетковська Матільда Йоганссон    | 5–7, 6–1, [10–7]    |
| Поразка   | 25.  | Лип 2009 | ITF Біарриц, Франція              | Ґрунт      | Акгуль Аманмурадова     | Анастасія Родіонова Латіша Чжань       | 6–3, 4–6, [7–10]    |
| Перемога  | 23.  | Сер 2009 | ITF Астана, Казахстан             | Тверде     | Юліана Федак            | Ніна Братчикова Агнеш Сатмарі          | 6–4, 7–5            |
| Поразка   | 26.  | Вер 2009 | ITF Б'єлла, Італія                | Ґрунт      | Рената Ворачова         | Сандра Клеменшиц Владіміра Угліржова   | 6–4, 3–6, [6–10]    |
| Перемога  | 24.  | Жов 2009 | ITF Джунія, Ліван                 | Ґрунт      | Марія Коритцева         | Катерина Деголевич Юліана Федак        | 6–3, 6–4            |
| Перемога  | 25.  | Жов 2009 | ITF Мадрид, Іспанія               | Ґрунт      | Рената Ворачова         | Аріна Родіонова Катерина Лопес         | 6–2, 6–2            |
| Перемога  | 26.  | Кві 2010 | ITF Чивітавекк'я, Італія          | Ґрунт      | Рената Ворачова         | Марет Ані Ірина Бурячок                | 7–5, 7–5            |
| Поразка   | 27.  | Чер 2010 | ITF Брно, Чехія                   | Ґрунт      | Леся Цуренко            | Кармен Клашка Лаура Зігемунд           | w/o                 |
| Перемога  | 27.  | Тра 2011 | ITF Прага, Чехія                  | Ґрунт      | Аріна Родіонова         | Ольга Савчук Леся Цуренко              | 2–6, 6–1, [10–7]    |
| Перемога  | 28.  | Гру 2011 | ITF Тюмень, Росія                 | Тверде (i) | Ольга Савчук            | Натела Дзаламідзе Маргарита Гаспарян   | 6–0, 6–2            |
| Перемога  | 29.  | Січ 2012 | ITF Іннісбрук, США                | Ґрунт      | Ралука Олару            | Джоя Барб'єрі Надія Гуськова           | 6–3, 6–1            |